# Голан, Эрела
Эрела Голан (ивр. אראלה גולן‎, род. 1945, Петах-Тиква, Центральный округ) — бывший израильский политик; она была депутатом Кнессета от Шинуй и Светской фракции в период с 2003 по 2006 год. 

## Биография
Голан родилась в Петах-Тикве и получила степень бакалавра театрального искусства и степень магистра биологии со специализацией в области нейрофизиологии. Она также изучала сохранение строительного наследия в Тель-Авивском университете, а позже работала архитектором.
В 1980 году она присоединилась к политическому движению Шинуй. На выборах 2003 года она заняла 16-е место в партийном списке. Хотя партия получила только 15 мест, в качестве следующего кандидата в списке Голан вошла в Кнессет 16 декабря 2004 года в качестве замены Йехудит Наот, которая умерла во время своего пребывания у власти. В течение своего первого срока Голан была членом Комитета внутренних дел и окружающей среды, Комитета по образованию, культуре и спорту, Комитета по положению женщин, Комитета по злоупотреблению наркотиками и Комитета по науке и технологиям.
Вместе с большинством депутатов от партии она перешла в Светскую фракцию (которая позже стала Хец) незадолго до выборов 2006 года из-за разногласий по поводу результатов праймериз в Шинуй. Она заняла седьмое место в списке Хец на выборах, но потеряла свое место, когда партия не смогла преодолеть избирательный барьер.
Позже она присоединилась к движению «Дерех Ахерет» Мели Полишук-Блох, заместителем лидера которого она была, прежде чем уйти, чтобы присоединиться к партии Эфраима Снэ «Исраэль Хазака» в начале 2008 года.